# Řecký salát

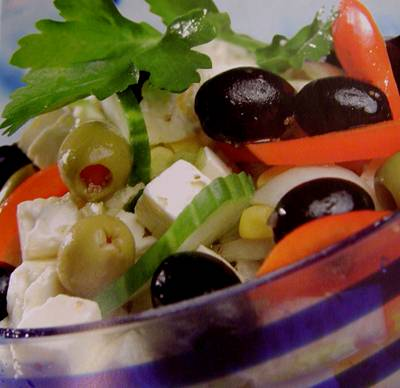
Varianta s olivami a sýrem

Řecký salát (řecky: χωριάτικη σαλάτα – „venkovský salát“ – nebo θερινή σαλάτα – „letní salát“) je populární součást řecké kuchyně. Tento salát se připravuje z hrubě nasekaných kusů rajčat, nakrájené okurky, cibule, sýru feta a oliv, běžně se pak dochucuje solí a oreganem a zalévá olivovým olejem. Někdy se do salátu přidávají také kapary.